# Gaspar Vilela

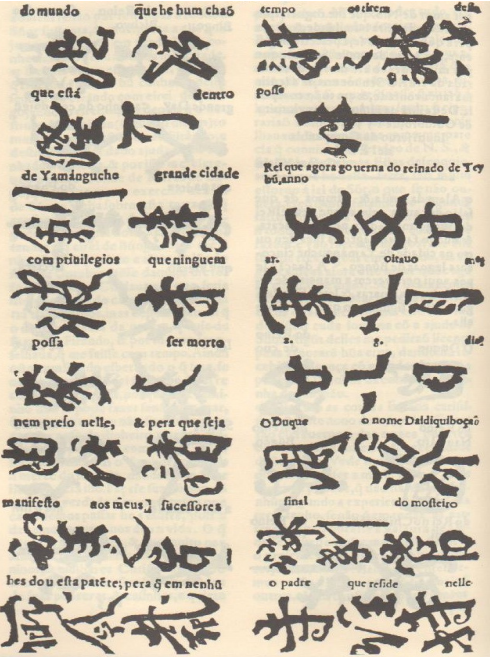
Auxiliar de tradução jesuíta de japonês para português

Gaspar Vilela ou Gaspar Villela (Avis, 1526 — Goa, Índia Portuguesa, 4 de Fevereiro de 1572), foi um padre e missionário jesuíta, cuja atividade no Japão influenciou a presença portuguesa e cristã.

## Primeiros anos
Nasceu em 1526 na vila de Avis, Alentejo (Província Transtagana), Portugal .
Foi educado na Ordem Militar de S. Bento de Avis .
Ao atingir o nível de veterano viajou em 1551 com o Padre Belchior Nunes Barreto (em inglês) para a Índia em missão de evangelização.
Foi ordenado Presbítero em Goa e entrou em 1553 para a Companhia de Jesus, passando a ser um missionário jesuíta.

## Contexto
Com a Descoberta do caminho marítimo para a Índia, pelo Oceano Índico, em 1498, inicia-se uma expansão portuguesa pela Ásia. A tomada de Cochim em 1503, de Goa em 1510, de Malaca em 1511, e a descoberta das ilhas das especiarias Molucas em 1512, consolidaram Portugal como uma potência militar e comercial mundial. Em 1554 Portugal consegue entrar na China e obter uma concessão por Macau em 1557.
Na China, a dinastia Ming substituiu os mongóis em 1368, unificando a China. Durante a época de Gaspar Vilela governava o imperador Jiajing.
Em 1453 o Império Otomano conquista Constantinopla, acabando com o Império Bizantino, abrindo por completo as portas da Europa aos muçulmanos. Jerusalém tinha sido perdida para os muçulmanos em 1187, sendo incorporada no Império Otomano em 1517. Os reinos cristãos estavam divididos em várias guerras e só em 1492 os muçulmanos são expulsos da Península Ibérica. Para piorar a situação dos cristãos, em 1517, Martinho Lutero iniciava o protestantismo aumentando ainda mais as divisões, abrindo uma era de guerras de religião na Europa.

### Japão
A primeira referência na Europa ao Japão é por via de Marco Polo, com a designação de Cipango. Os primeiros portugueses / europeus chegam ao Japão em 1543 , na ilha de Tanegashima, iniciando desde logo relações comerciais, com destaque para as armas de fogo.
Os portugueses encontraram um Japão em pleno Período Sengoku, que passava por grandes reviravoltas políticas, o que afectava outras instâncias da vida no país. Com o xogunato Ashikaga em queda (terminou em 1573), os senhores das regiões autónomas (daimiôs) disputavam a liderança na reconquista da centralização do poder num só governante. Só em 1600, o Japão seria novamente reunificado debaixo do mesmo xogun com Tokugawa Ieyasu, que expulsou os missionários em 1614.
Com a expansão de Portugal, D. João III em 1539 solicita ao Papa Paulo III o envio de missionários para embarcar nos barcos portugueses e evangelizar as terras distantes onde os portugueses se relacionam. O Papa envia então alguns jesuítas, entre eles vem Francisco Xavier , que em 1541 segue para Goa. Em 1549 chegou ao Japão onde iniciou criou as primeiras congregações cristãs em Hirado (ou Firando), Yamaguchi e Bungo. Em 1551, com a chegada de mais missionários, Francisco Xavier parte para novas missões.
Tanegashima estava debaixo do controle do daimiô Matsura Takanobu, aliado de Wang Zhi, assim como Hirado, o primeiro porto fixo usado pelos portugueses. Em 1561, depois de vários ataques, os portugueses optam por mudar para o porto de Yokoseura (em inglês), controlado pelo daimiô Omura Sumitada. Uma revolta budista em 1564 obriga os portugueses a mudarem para Nagasaki. Em 1580 é atribuída uma concessão por Nagasaki, semelhante a Macau, que dura até ser ocupada por Tokugawa Ieyasu em 1586, mantendo-se no entanto como a porta de entrada para trocas comerciais com os europeus.

## Missão no Japão
Gaspar Vilela foi escolhido para integrar a missão no Japão em 1554 , desembarcando em 1556 em Bungo , na parte leste da ilha de Kyushu, sob a supervisão do padre Cosme de Torres (em inglês) , com o favor do daimiô Otomo Yoshishige, um dos primeiros convertidos cristianismo pelos jesuítas (baptizado em 1578 com o nome D. Francisco). A missão cristã seguia a orientação de Francisco Xavier, que favorecia a conversão rápida das gentes simples. Gaspar Vilela, pertencendo a uma segunda leva de missionários, iniciou a sua atividade seguindo as orientações de Francisco Xavier.
Gaspar Vilela teve a sensibilidade de perceber as particularidades do Japão que, segundo ele, seriam propícias a uma abordagem pela actividade catequética, aproveitando o saber evidente que o povo japonês tinha.
| “ | A mais gente que habita esta terra, he naturalmente inclinada ás letras, que se viessem a ser Christaõs, que vivessem pacíficos, floreceria nella o saber | ” |

Aprendeu a língua japonesa, conferindo-lhe a habilidade de se dirigir diretamente aos japoneses, sem interpretes. Passa também a dar preferência em lidar mais com a aristocracia japonesa, nomeadamente os daimiôs.
| “ | A lingua não é muito difficultosa de entender, porque sendo eu rude sei muita parte della, ao menos no entender, e ainda que o fosse, temos já muitos livros das cousas de Deos escritas nella, que com os lerem se satifaz aos que querem ouvir | ” |

Identifica as duas principais seitas budistas no Japão, a Zen ("shaka") e a Amitaba ("amida") .
Entre 1558 e 1559, em Hirado, Gaspar Vilela baptizou mais de 600 pessoas . Passados dois anos já cerca de 1300 pessoas tinham sido convertidas, na ilha de Tokushima e outras . Em 1563 Omura Sumitada converteu-se ao cristianismo, com o nome de D. Bartolomeu, para agradar aos portugueses e obter a sua preferência na escolha do porto de entrada no Japão para o comércio.
No seu ímpeto evangelizador Gaspar Vilela arrasou três templos budistas , construindo templos cristãos em sua substituição, atirando objectos budistas ao mar, demoliu pagodes substituindo por cruzes, o que provocou conflitos e antagonismos com os budistas. Em 1558 o daimiô Matsura Takanobu expulsa os jesuítas de Hirado, depois da destruição dos templos budistas, expulsando Gaspar Vilela.
Em 1564, indignados com a conversão do daimiô Omura Sumitada e a propaganda anticristã dos budistas dá-se uma revolta que destrói Yokoseura, incluindo o porto de mar usado pelos portugueses, obrigando os portugueses residentes no Japão a mudarem-se para um pequeno porto numa vila piscatória chamada Nagasaki, decisão que Gaspar Vilela também participou.
Em Nagasaki ergueu uma igreja chamada São Paulo.
Em 1559 partiu para Miyako (ou Meaco), centro do Japão, governado pelo daimiô Oda Nobunaga, um potencial xogun e rival de Tokugawa Ieyasu. Recebeu e orientou Luís Fróis neste período, fundando a primeira missão nesta região em 1560. Em 1563 tem uma disputa (em Nara) com o astrônomo Yûki Yamashiro e o confucionista Kiyohara Ekata, que leva à sua conversão ao cristianismo. Debate também com os mestres na corte, granjeando-lhe popularidade e respeito. Devido à instabilidade e guerras no Japão, os missionários são expulsos de Miyako em 1565. A sua atividade estende-se também a Sakai.

## Final de vida
Devido às polémicas, foi chamado a Cochim em 1571 pelo Padre Visitador Gonçalo Alvares.
Partiu para Goa onde se reformou e morreu a 4 de Fevereiro de 1572, com 47 anos de idade.

## Obras
- "Controversias contra todas as seytas do Japão. Nellas refutava concludentemente todos os argumentos pelos Mestres da Corte de Meaco"
- "História das vidas dos Santos"
- "Documentos Espirituais"

### Relação de cartas escritas
- Cochim em 1554 aos Irmãos do Colégio de Coimbra
- Hirado em 28 de Outubro de 1557 aos Irmãos da Companhia da Jesus na Índia
- Japão em 1 de Setembro de 1559 aos Padres da Companhia de Jesus de Goa
- Cidade de Sakai 17 de Agosto de 1561 aos Irmãos da Companhia de Jesus na Índia
- Sakai em 1562 à Companhia de Jesus
- Sakai em 27 de Abril de 1563 aos Irmãos da Companhia de Jesus na Índia
- Myaco em 13 de Julho de 1564 aos Padres da Companhia de Jesus em Portugal
- Imores a 2 de Agosto de 1565 ao Padre Cosme de Torres
- Sakai em 15 de Setembro de 1565 ao Convento de Avis
- Cochim em 4 de Fevereiro de 1571 à Companhia de Jesus em Portugal
- Cochim em 4 de Fevereiro de 1571. para um Irmão da Companhia de Jesus
- Goa em 20 de Outubro de 1571
- Goa em 6 de Outubro de 1571 aos Padres do Convento de Avis